# 二号自行重步兵炮
15公分sIG 33装甲战斗车辆二号（15 cm sIG 33 auf Fahrgestell Panzerkampfwagen II (Sf)）是二战德军使用过的改良型自走重步兵砲。以二號戰車的底盤为基础、配搭sIG33 150mm重步兵砲作为主炮构成。与野牛式自走炮可拆卸设计不一样的是，野牛II采用的是火炮固定在底盘的设计，使其可以充分吸收sIG 33的后座力。1942年初被送往北非战场對抗盟軍。它们虽然因为不斷的发动机故障和机动性缺陷，而使服役紀錄蒙上污點，但是基于野牛II设计的固定底盘的自自走炮设计（如蟋蟀、野蜂等）则在往后愈加成熟。

## 概要
基于一号自行重步兵火炮在法国战役的表现过于笨重，而且底盘太高。德国陆军部试图将相同的火炮搭载在性能更好的二号坦克底盘上，意图降低其高度。
研发工作由阿尔凯特负责，原型车于1941年2月完成，但实验后证明车身内部体积太小且难以操作，因此阿尔凯特将车体重新修改后，将二号战车的车身宽度扩大了约38厘米，并延伸60厘米长的新车型，同时保持其低轮廓。通过延长车身，增加第六个车轮，并建立了一个敞开式战斗室，以容纳主要武装在车内，前部装甲板为30mm，侧面为15mm，但侧面的装甲面积低于前部，使得乘员容易受到武器射击和炮弹造成的碎片伤害，后部引擎甲板上增加舱口，以方便冷却发动机。
SIG 33步兵炮用作近距离支援和步兵支援火炮，车内可以搭载30发炮弹，可横穿左右5度射击。

## 流行文化

### 電子遊戲
- 戰爭雷霆
- 應徵入伍

## 相关條目
- 野牛式自行火炮——采用一号战车底盘改造而成的SiG 33自行火炮
- 蟋蟀式自行火炮——采用Panzer 38(t)底盘改造而成的SiG 33自行火炮
- sIG 33步兵炮